# Arguiñano
Arguiñano (Argiñano en euskera de forma cooficial) es una localidad española y un concejo de la Comunidad Foral de Navarra perteneciente al municipio de Guesálaz. Está situado en la Merindad de Estella, en la Comarca de Estella Oriental. Su población en 2014 fue de 36 habitantes (INE).

## Topónimo
Nombre de origen romance que significa ‘lugar propiedad de una persona llamada Arguiñ’. Están atestiguados los nombres propios antiguos Argeus y Arginnus. 
En documentos antiguos aparece como: Arguinano (1268, 1315, 1366, NEN), Arguinnano, Arguinnanum (1064, 1209, 1280, 1350, NEN) y finalmente Arguiñano (1591, NEN).

## Cultura y arte
Parroquia de San Martín del siglo XIII, reformada en el XVI. Ermita de la Virgen del Camino. Mansiones civiles de los siglos XVI y XVII, con escudos barrocos en las fachadas.
Las fiestas patronales se celebran el fin de semana del primer domingo de octubre, en honor de la Virgen del Rosario.

## Naturaleza

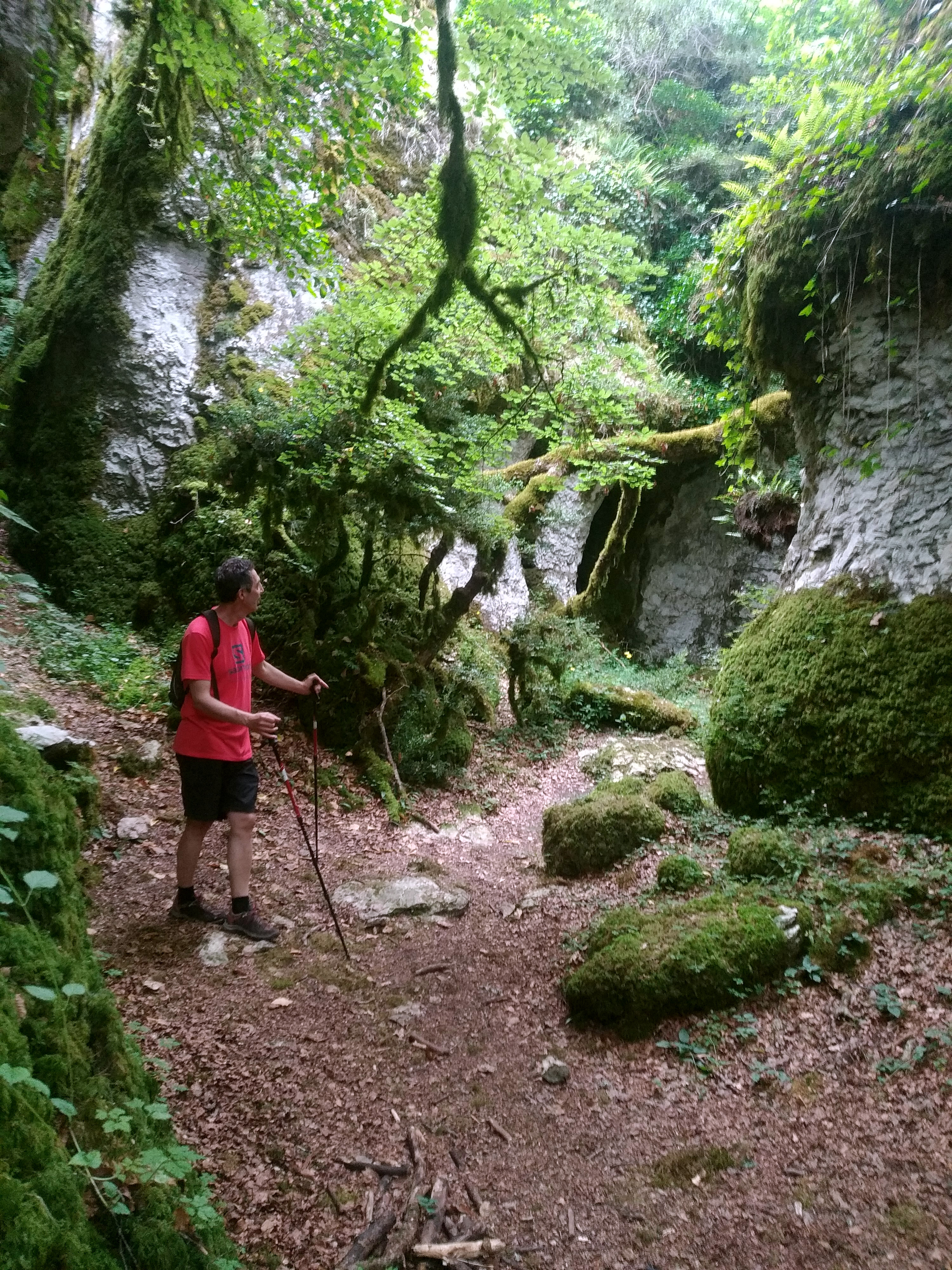
Barranco de Obantzea en verano, con el suelo lleno de hojas secas y excursionista

Está situado en la ladera sur de la Sierra de Andía, al pie del monte Elimendi, cumbre visible desde muchos puntos del valle de Guesálaz. Desde el pueblo arranca una ruta senderista al barranco de Obantzea, que marca el límite de los concejos de Arguiñano e Iturgoyen.